# Antuan Siangboxing
Antuan Siangboxing (sinh 16 tháng 2 năm 1991) là nam vận động viên kickbox Kun Khmer người Pháp.

## Tiểu sử và sự nghiệp
Antuan Siangboxing sinh ra tại Pháp với tên khai sinh là Antoine Pinto. Anh bắt đầu thi đấu Muay Thái vào năm 11 tuổi.